# Alfredo Primavera

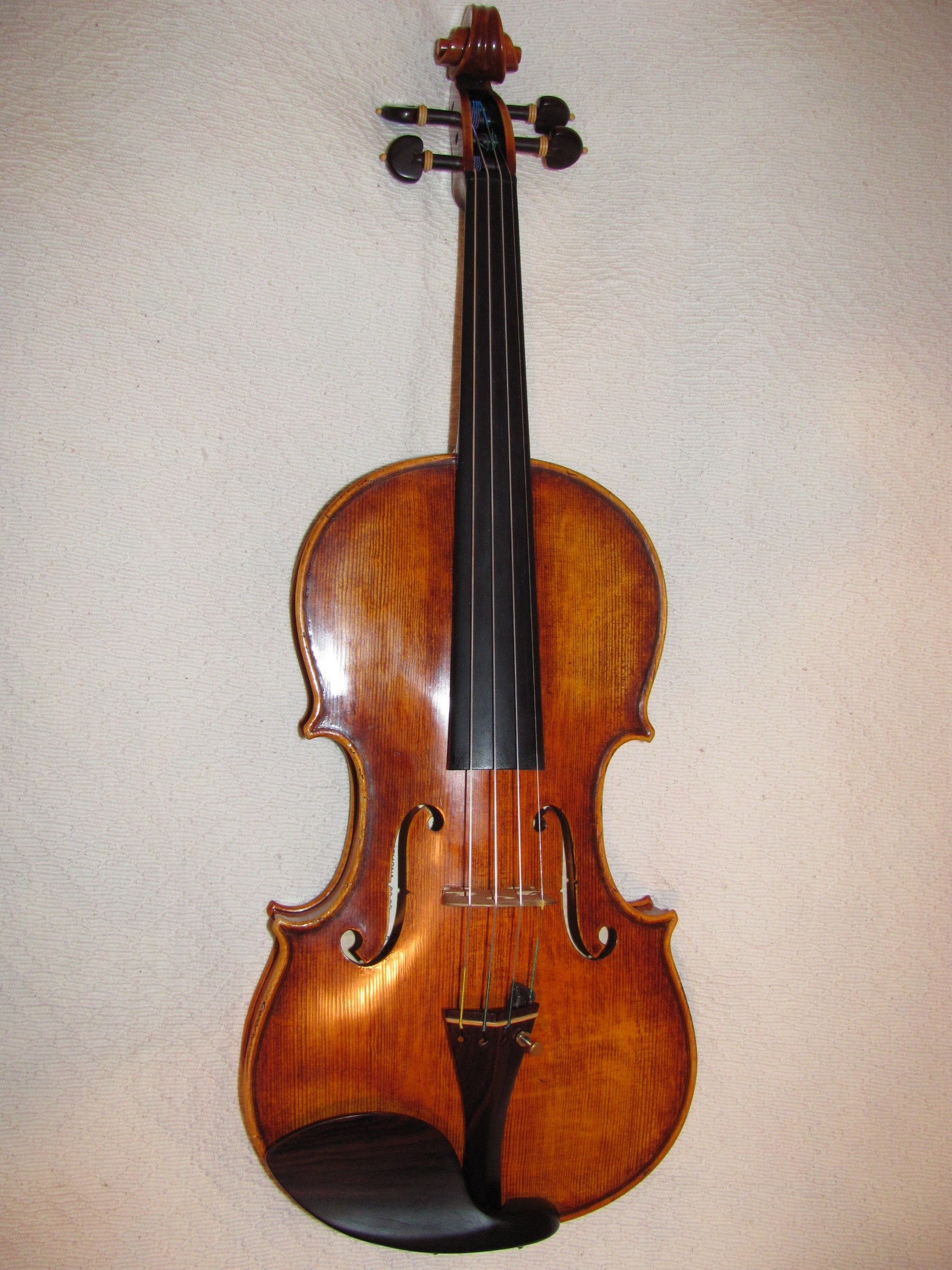
Violino copia di uno Stradivari del 1715, opera del maestro liutaio Alfredo Primavera

Alfredo Primavera (1954) è un liutaio italiano.

## Biografia
Noto come costruttore e restauratore di violini, viole e violoncelli, attivo a Cremona, proviene da una rinomata famiglia di liutai. Il nonno Giuseppe emigrò, ai primi del '900 dall'Abruzzo agli Stati Uniti, dove, a Filadelfia, fondò la nota "Casa Musicale Primavera". Il padre Adolfo (nato a Filadelfia nel 1930) approdò a Cremona nel 1947, dove nel 1951 si diplomò alla "Scuola Internazionale di Liuteria"; nel 1967 tornò a Filadelfia per diventare, alla morte del padre, titolare della "Casa Musicale Primavera", fino alla sua morte avvenuta nel 1996.
Alfredo fin da bambino aveva frequentato il laboratorio del nonno; ha iniziato poi, a soli tredici anni, sotto la guida del padre, ad apprendere l'arte liutaria, dedicandosi in particolare al restauro degli strumenti antichi. Nel 1972 si trasferì a Cremona per frequentare la "Scuola Internazionale di Liuteria", dove fu allievo dei maestri liutai Pietro Sgarabotto e Gio Batta Morassi. Diplomatosi nel 1975, dopo due anni di lavoro presso il laboratorio del maestro liutaio Virgilio Capellini, ha aperto nel 1977 un proprio laboratorio in Cremona che si trova di fronte alla scuola di liuteria.
I suoi strumenti, caratterizzati da una finitura molto accurata e da eccellenti doti acustiche, sono molto richiesti da musicisti professionisti e trovano largo mercato negli Stati Uniti d'America, in Gran Bretagna e in Giappone. Inoltre, il maestro liutaio Alfredo Primavera è un grande conoscitore ed esperto della liuteria italiana con una lunga esperienza nella vendita, nell'acquisto e nella certificazione. Oltre a costruire violini e viole di ottima fattura si è specializzato anche nella produzione di violoncelli; costruisce i suoi strumenti seguendo fedelmente i modelli di Stradivari e Montagnana.